# Mistrzostwa Polski Seniorów w Lekkoatletyce 2016
92. Mistrzostwa Polski Seniorów w Lekkoatletyce – zawody lekkoatletyczne, które odbywały się między 24 a 26 czerwca 2016 w Bydgoszczy.
Organizatora mistrzostw Zarząd Polskiego Związku Lekkiej Atletyki wybrał we wrześniu 2015.

## Rezultaty

### Mężczyźni
| Konkurencja:                  | 1. miejsce                                                                            | Rezultat   | 2. miejsce                                                                             | Rezultat | 3. miejsce                                                                                   | Rezultat |
| Bieg na 100 m                 | Karol Zalewski KS AZS UWM Olsztyn                                                     | 10,30 SB   | Remigiusz Olszewski KS Gwardia Piła                                                    | 10,41 SB | Przemysław Słowikowski WKS Flota Gdynia                                                      | 10,42 SB |
| Bieg na 200 m                 | Karol Zalewski KS AZS UWM Olsztyn                                                     | 20,61 SB   | Artur Zaczek OŚ AZS Poznań                                                             | 21,24    | Jakub Adamski OŚ AZS Poznań                                                                  | 21,26    |
| Bieg na 400 m                 | Rafał Omelko KS AZS AWF Wrocław                                                       | 45,57      | Łukasz Krawczuk WKS Śląsk Wrocław                                                      | 46,01 SB | Jakub Krzewina WKS Śląsk Wrocław                                                             | 46,08 SB |
| Bieg na 800 m                 | Marcin Lewandowski CWZS Zawisza Bydgoszcz                                             | 1:48,31    | Karol Konieczny CWZS Zawisza Bydgoszcz                                                 | 1:48,66  | Michał Rozmys UKS Barnim Goleniów                                                            | 1:48,76  |
| Bieg na 1500 m                | Marcin Lewandowski CWZS Zawisza Bydgoszcz                                             | 3:39,45 SB | Grzegorz Kalinowski MKL Toruń                                                          | 3:41,67  | Mateusz Wyszomirski OKS Start Otwock                                                         | 3:43,63  |
| Bieg na 5000 m                | Krystian Zalewski UKS Barnim Goleniów                                                 | 14:16,49   | Sebastian Smoliński AZS UMCS Lublin                                                    | 14:22,11 | Krzysztof Żebrowski SKS Feniks Siedlce                                                       | 14:22,82 |
| Bieg na 3000 m z przeszkodami | Krystian Zalewski UKS Barnim Goleniów                                                 | 8:53,94    | Hubert Pokrop WKS Grunwald Poznań                                                      | 8:58,36  | Tomasz Szymkowiak MKL Toruń                                                                  | 8:59,12  |
| Bieg na 110 m przez płotki    | Damian Czykier KS Podlasie Białystok                                                  | 13,35 PB   | Dominik Bochenek CWZS Zawisza Bydgoszcz                                                | 13,77 SB | Artur Noga SKLA Sopot                                                                        | 13,83 SB |
| Bieg na 400 m przez płotki    | Patryk Dobek SKLA Sopot                                                               | 50,06      | Robert Bryliński OŚ AZS Poznań                                                         | 50,33    | Patryk Adamczyk RLTL ZTE Radom                                                               | 50,75    |
| Sztafeta 4 × 100 m            | KS Podlasie Białystok Łukasz Nabiałek Damian Czykier Adrian Kamiński Kamil Kryński    | 40,32      | OŚ AZS Poznań Artur Zaczek Jakub Adamski Adam Pawłowski Krzysztof Grześkowiak          | 40,35    | KS Podlasie Białystok II Radosław Sacharczuk Adam Wasilewski Kamil Bijowski Artur Wasilewski | 40,72    |
| Sztafeta 4 × 400 m            | WKS Śląsk Wrocław Piotr Kuśnierz Bartłomiej Chojnowski Jakub Krzewina Łukasz Krawczuk | 3:08,59    | RLTL ZTE Radom Jakub Smoliński Marcin Strzelczyk Bartłomiej Czajkowski Patryk Adamczyk | 3:09,32  | KS AZS AWF Wrocław Kacper Chłond Mateusz Kozłowski Tomasz Sieradzan Rafał Omelko             | 3:11,70  |
| Chód na 20 km                 | Łukasz Nowak OŚ AZS Poznań                                                            | 1:26:31    | Jakub Jelonek AZS AWF Kraków                                                           | 1:26:51  | Artur Brzozowski AZS-AWF Katowice                                                            | 1:27:01  |
| Skok wzwyż                    | Sylwester Bednarek RKS Łódź                                                           | 2,25       | Wojciech Theiner AZS KU Politechniki Opolskiej Opole                                   | 2,18     | Piotr Śleboda GKS Olimpia Grudziądz                                                          | 2,13     |
| Skok o tyczce                 | Paweł Wojciechowski CWZS Zawisza Bydgoszcz                                            | 5,40       | Robert Sobera KS AZS AWF Wrocław                                                       | 5,40     | Karol Pawlik CWZS Zawisza Bydgoszcz                                                          | 5,20     |
| Skok w dal                    | Tomasz Jaszczuk WKLS Nowe Iganie                                                      | 7,82       | Adrian Strzałkowski niestowarzyszony                                                   | 7,71     | Andrzej Kuch KS AZS AWF Wrocław                                                              | 7,58     |
| Trójskok                      | Karol Hoffmann MKS Aleksandrów Łódzki                                                 | 16,67 SB   | Adrian Świderski WKS Śląsk Wrocław                                                     | 16,41    | Michał Lewandowski SKLA Sopot                                                                | 16,35 SB |
| Pchnięcie kulą                | Konrad Bukowiecki PKS Gwardia Szczytno                                                | 20,80      | Michał Haratyk KS AZS AWF Kraków                                                       | 20,61    | Tomasz Majewski AZS-AWF Warszawa                                                             | 20,43    |
| Rzut dyskiem                  | Piotr Małachowski WKS Śląsk Wrocław                                                   | 68,10      | Bartłomiej Stój KKS Victoria Stalowa Wola                                              | 64,64 PB | Robert Urbanek MKS Aleksandrów Łódzki                                                        | 64,38    |
| Rzut młotem                   | Paweł Fajdek KS Agros Zamość                                                          | 81,87 SB   | Wojciech Nowicki KS Podlasie Białystok                                                 | 77,09    | Arkadiusz Rogowski RKS Skra Warszawa                                                         | 70,87 SB |
| Rzut oszczepem                | Marcin Krukowski KS Warszawianka                                                      | 83,63      | Łukasz Grzeszczuk KS Warszawianka                                                      | 82,99    | Kacper Oleszczuk KS Polonia Pasłęk                                                           | 78,57    |

### Kobiety
| Konkurencja:                  | 1. miejsce                                                                            | Rezultat | 2. miejsce                                                                                       | Rezultat      | 3. miejsce                                                                         | Rezultat |
| Bieg na 100 m                 | Ewa Swoboda UKS Czwórka Żory                                                          | 11,34    | Marika Popowicz-Drapała CWZS Zawisza Bydgoszcz                                                   | 11,49         | Anna Kiełbasińska SKLA Sopot                                                       | 11,65    |
| Bieg na 200 m                 | Anna Kiełbasińska SKLA Sopot                                                          | 23,27 SB | Marika Popowicz-Drapała CWZS Zawisza Bydgoszcz                                                   | 23,56         | Agata Forkasiewicz KS AZS AWF Wrocław                                              | 23,68    |
| Bieg na 400 m                 | Justyna Święty AZS-AWF Katowice                                                       | 51,66 PB | Małgorzata Hołub KL Bałtyk Koszalin                                                              | 51,92 SB      | Patrycja Wyciszkiewicz OŚ AZS Poznań                                               | 52,26 SB |
| Bieg na 800 m                 | Angelika Cichocka SKLA Sopot                                                          | 2:10,62  | Joanna Jóźwik AZS-AWF Warszawa                                                                   | 2:10,90       | Paulina Mikiewicz-Łapińska KS Podlasie Białystok                                   | 2:11,45  |
| Bieg na 1500 m                | Angelika Cichocka SKLA Sopot                                                          | 4:08,48  | Sofia Ennaoui MKL Szczecin                                                                       | 4:09,16       | Danuta Urbanik KKS Victoria Stalowa Wola                                           | 4:09,24  |
| Bieg na 5000 m                | Katarzyna Kowalska LKS Vectra Włocławek                                               | 16:18,05 | Dominika Napieraj KS AZS AWF Wrocław                                                             | 16:20,96      | Iwona Lewandowska LKS Vectra Włocławek                                             | 16:26,41 |
| Bieg na 3000 m z przeszkodami | Katarzyna Kowalska LKS Vectra Włocławek                                               | 10:06,09 | Matylda Kowal CWKS Resovia Rzeszów                                                               | 10:06,28      | Mariola Ślusarczyk UKS Victoria Józefów                                            | 10:17,37 |
| Bieg na 100 m przez płotki    | Karolina Kołeczek MUKS Wisła Junior Sandomierz                                        | 13,03 SB | Urszula Bhebhe AZS-AWF Warszawa                                                                  | 13,57 SB      | Katarzyna Hyjek KS AZS AWF Wrocław                                                 | 13,61 PB |
| Bieg na 400 m przez płotki    | Joanna Linkiewicz KS AZS AWF Wrocław                                                  | 55,55    | Emilia Ankiewicz AZS-AWF Warszawa                                                                | 56,54         | Tina Matusińska UKS Chromik Mysłowice                                              | 56,95    |
| Sztafeta 4 × 100 m            | SKLA Sopot Katarzyna Wesołowska Anna Kiełbasińska Marta Jeschke Karolina Tymińska     | 44,90    | UKS 19 Bojary Białystok Ayla Kisiel Katarzyna Sokólska Klaudia Konopko Sylwia Kasjanowicz        | 45,76         | KS AZS AF Wrocław Agata Forkasiewicz Ewa Ochocka Angelika Stępień Zofia Wróblewska | 46,04    |
| Sztafeta 4 × 400 m            | KS AZS AF Wrocław Zofia Wróblewska Małgorzata Linkiewicz Anna Pałys Joanna Linkiewicz | 3:38,47  | KS Podlasie Białystok Marlena Gola Paulina Kajewska Karolina Łozowska Paulina Mikiewicz-Łapińska | 3:39,20       | AZS-AWF Warszawa Natalia Bartosiewicz Weronika Wyka Emilia Ankiewicz Joanna Jóźwik | 3:39,44  |
| Chód na 20 km                 | Paulina Buziak LKS Stal Mielec                                                        | 1:36:52  | Agnieszka Szwarnóg AZS AWF Kraków                                                                | 1:37:34       | Monika Kapera AZS-AWF Katowice                                                     | 1:38:01  |
| Skok wzwyż                    | Kamila Lićwinko KS Podlasie Białystok                                                 | 1,93     | Urszula Gardzielewska KS AZS AWF Wrocław                                                         | 1,85          | Aneta Rydz RLTL ZTE Radom                                                          | 1,85     |
| Skok o tyczce                 | Justyna Śmietanka AZS-AWF Warszawa                                                    | 4,20     | Kamila Przybyła CWZS Zawisza Bydgoszcz Agnieszka Kaszuba KL Gdynia                               | 4,00 4,00 =PB |                                                                                    |          |
| Skok w dal                    | Anna Jagaciak-Michalska OŚ AZS Poznań                                                 | 6,55 SB  | Ewa Rosiak KS Stal Ostrów Wlkp.                                                                  | 6,33 PB       | Karolina Zawiła KS AZS AWF Kraków                                                  | 6,30     |
| Trójskok                      | Anna Jagaciak-Michalska OŚ AZS Poznań                                                 | 14,00    | Małgorzata Trybańska-Strońska KS AZS AWF Kraków                                                  | 13,75         | Katarzyna Płonka SKLA Sopot                                                        | 13,46 SB |
| Pchnięcie kulą                | Klaudia Kardasz KS Podlasie Białystok                                                 | 16,79 SB | Agnieszka Maluśkiewicz OŚ AZS Poznań                                                             | 16,41 SB      | Anna Wloka AZS KU Politechniki Opolskiej Opole                                     | 15,86 SB |
| Rzut dyskiem                  | Joanna Wiśniewska LKS Polkowice                                                       | 58,89    | Żaneta Glanc OŚ AZS Poznań                                                                       | 58,75 SB      | Daria Zabawska KS Podlasie Białystok                                               | 55,94    |
| Rzut młotem                   | Anita Włodarczyk RKS Skra Warszawa                                                    | 78,69    | Malwina Kopron OŚ AZS Poznań                                                                     | 70,09         | Joanna Fiodorow OŚ AZS Poznań                                                      | 69,81    |
| Rzut oszczepem                | Maria Andrejczyk LUKS Hańcza Suwałki                                                  | 60,70    | Marcelina Witek SKLA Sopot                                                                       | 57,31         | Marta Kąkol AZS-AWFiS Gdańsk                                                       | 53,46    |

## Chód na 50 km
Zawody o mistrzostwo Polski mężczyzn w chodzie na 50 kilometrów odbyły się w słowackiej miejscowości Dudince 19 marca w ramach mityngu Dudinská Päťdesiatka.
| Konkurencja:  | 1. miejsce                 | Rezultat   | 2. miejsce                     | Rezultat   | 3. miejsce                        | Rezultat |
| Chód na 50 km | Rafał Augustyn Stal Mielec | 3:43:22 PB | Adrian Błocki AZS-AWF Katowice | 3:47:16 PB | Rafał Fedaczyński AZS UMCS Lublin | 3:48:43  |

## Biegi przełajowe
88. mistrzostwa Polski w biegach przełajowych zostały rozegrane 20 marca w Żaganiu. Kobiety startowały na dystansie 5 kilometrów, a mężczyźni na 4 kilometry i na 10 kilometrów.
| Konkurencja:      | 1. miejsce                           | Rezultat | 2. miejsce                                | Rezultat | 3. miejsce                               | Rezultat |
| Mężczyźni (4 km)  | Mateusz Demczyszak WKS Śląsk Wrocław | 11:59    | Marcin Lewandowski CWZS Zawisza Bydgoszcz | 12:05    | Tomasz Osmulski RKS Łodź                 | 12:10    |
| Mężczyźni (10 km) | Tomasz Grycko UKS Bliza Władysławowo | 31:42    | Dawid Malina ROW Rybnik                   | 31:52    | Andrzej Rogiewicz LKS Zantyr Sztum       | 31:53    |
| Kobiety (5 km)    | Angelika Cichocka SKLA Sopot         | 17:13    | Iwona Lewandowska LKS Vectra Włocławek    | 17:14    | Paulina Kaczyńska WMLKS Pomorze Stargard | 17:24    |

## Maraton
86. mistrzostwa Polski mężczyzn w biegu maratońskim rozegrane zostały 24 kwietnia 2016 w Warszawie w ramach czwartej edycji Orlen Warsaw Marathon. 36. mistrzostwa Polski kobiet w biegu maratońskim odbyły się 17 kwietnia w ramach DOZ Maratonu z PZU w Łodzi.
| Konkurencja:           | 1. miejsce                                       | Rezultat | 2. miejsce                              | Rezultat | 3. miejsce                          | Rezultat |
| Mężczyźni (24.04.2016) | Artur Kozłowski MULKS MOS Sieradz                | 2:11:56  | Henryk Szost WKS Grunwald Poznań        | 2:12:43  | Błażej Brzeziński WKS Śląsk Wrocław | 2:17:41  |
| Kobiety (17.04.2016)   | Agnieszka Mierzejewska MKS-MOS Płomień Sosnowiec | 2:32:04  | Anna Szyszka ŁLKS Prebet Śniadowo Łomża | 2:46:33  | Monika Kaczmarek AZS Łódź           | 2:55:04  |

## Bieg na 10 000 m
Mistrzostwa Polski w biegu na 10 000 metrów zostały rozegrane 21 maja w Białogardzie.
| Konkurencja: | 1. miejsce                             | Rezultat    | 2. miejsce                               | Rezultat    | 3. miejsce                    | Rezultat    |
| Mężczyźni    | Tomasz Grycko UKS Bliza Władysławowo   | 29:19,56 PB | Adam Nowicki MKL Szczecin                | 29:29,54 PB | Dawid Malina ROW Rybnik       | 29:40,41 PB |
| Kobiety      | Katarzyna Rutkowska Podlasie Białystok | 34:25,71 PB | Marta Krawczyńska STS Pomerania Szczecin | 34:27,55 PB | Angelika Mach AZS UMCS Lublin | 34:35,95 PB |

## Bieg na 10 km
7. mistrzostwa Polski w biegu ulicznym na 10 kilometrów mężczyzn zostały rozegrane 6 sierpnia w Gdańsku. 5. mistrzostwa kobiet odbyły się 29 maja w Bielsku-Białej.
| Konkurencja:           | 1. miejsce                             | Rezultat | 2. miejsce                           | Rezultat | 3. miejsce                          | Rezultat |
| Mężczyźni (06.08.2016) | Szymon Kulka ULKS Lipinki              | 29:33    | Tomasz Grycko UKS Bliza Władysławowo | 29:40    | Damian Kabat WMLKS Pomorze Stargard | 30:11    |
| Kobiety (29.05.2016)   | Iwona Lewandowska LKS Vectra Włocławek | 33:45    | Izabela Trzaskalska AZS UMCS Lublin  | 34:05    | Anna Celińska Sprint Bielsko-Biała  | 35:46    |

## Wieloboje
Mistrzostwa Polski w wielobojach zostały rozegrane 4 i 5 czerwca w Warszawie.
| Konkurencja:            | 1. miejsce                       | Rezultat  | 2. miejsce                       | Rezultat  | 3. miejsce                                       | Rezultat  |
| Dziesięciobój Mężczyźni | Paweł Wiesiołek Warszawianka     | 8095 pkt. | Michał Krawczyk AZS-AWF Warszawa | 7057 pkt. | Jacek Chochorowski AZS KU Politechniki Opolskiej | 6795 pkt. |
| Siedmiobój Kobiety      | Izabela Mikołajczyk Warszawianka | 5720 pkt. | Paulina Ligarska SKLA Sopot      | 5099 pkt. | Patrycja Skórzewska AZS-AWF Wrocław              | 5091 pkt. |

## Bieg na 5 km
5. mistrzostwa Polski mężczyzn w biegu ulicznym na 5 kilometrów zostały rozegrane 11 czerwca w Warszawie. Mistrzostwa kobiet rozegrane zostały 18 września w Kleszczowie.
| Konkurencja:           | 1. miejsce                              | Rezultat | 2. miejsce                                | Rezultat | 3. miejsce                        | Rezultat |
| Mężczyźni (11.06.2016) | Szymon Kulka ULKS Lipinki               | 13:56    | Tomasz Grycko UKS Bliza Władysławowo      | 14:15    | Adam Nowicki MKL Szczecin         | 14:16    |
| Kobiety (18.09.2016)   | Katarzyna Kowalska LKS Vectra Włocławek | 16:25    | Karolina Półrola TS Wieliczanka Wieliczka | 16:38    | Ewa Jagielska LKS Omega Kleszczów | 16:46    |

## Półmaraton
25. Mistrzostwa Polski w półmaratonie zostały rozegrane 4 września w Pile.
| Konkurencja: | 1. miejsce                          | Rezultat | 2. miejsce                                        | Rezultat | 3. miejsce                               | Rezultat |
| Mężczyźni    | Szymon Kulka ULKS Lipinki           | 1:04:28  | Adam Nowicki MKL Szczecin                         | 1:05:04  | Tomasz Grycko UKS Bliza Władysławowo     | 1:05:24  |
| Kobiety      | Izabela Trzaskalska AZS UMCS Lublin | 1:12:44  | Olga Kalendarowa-Ochal ŁLKS Prebet Śniadowo Łomża | 1:15:49  | Marta Krawczyńska STS Pomerania Szczecin | 1:15:52  |